# キルクディクディク
キルクディクディク (学名: Madoqua kirkii) とは、東アフリカに原生する小さなレイヨウの一種であり、4種類確認されているディクディク属レイヨウの一種である。6亜種もしくは7亜種が南西アフリカに生息していると考えられている。ディクディク属は草食動物であり、また一般的には淡い黄褐色の体をしているため、その特徴が生息地のサバンナで身を隠すことに役立っている。マクドナルド (1985年)によると、時速42キロメートルにも及ぶ速さで走ることも可能である。野生のキルクディクディクの一般的な寿命は5年ほどだが、10年を超すこともある。一方で、捕獲され飼育された雄が16.5歳まで、メスが18.4歳まで生きたことが知られている。

## 語源
ディクディクの名前はその鳴き声に由来する。脅威を察知したとき、ディクディクは外敵に発見されるのを防ぐため低く伏せる。外敵に発見された場合には、俊敏にジグザグ模様を描くようにして、近くの雑木林の安全地帯まで逃走する。この「逃走」の間に、トランペットのようにけたたましく「ズィク、ズィク」といったような鳴き声を上げる。これは、周囲に警告をすると同時に、捕食者を威嚇し、つがいの存在を知らせる。

## 形態
キルクディクディクは世界で最も小さいレイヨウの一種で、最も大きい個体でも、立った状態で14–18インチ (360–460 mm)ほどの大きさであり、体重は7.2 kgしかない。雌のディクディクは1–2ポンド (0.45–0.91 kg)ほど雄よりも重い傾向にある。ディクディクは華奢な動物であり、小さくよく動くとがった鼻、大きな目と耳、発達した眼窩下洞腺、痕跡器官である尻尾、細い四肢を持っており、兎のような後ろ足は前足よりもはるかに大きい。ディディクの毛皮は生息環境により異なり、黄褐色のわき腹や四肢、海面質の頭頂部、目の周りの白い模様、耳の裏地、下腹部、尻とともに灰色から灰茶色の間を変化する」 。
雄のディクディクのみが3インチ (7.6 cm)ほどの長さで、後ろに傾いた、しわのある角を持っている。雄のキルクディクディクの角は、真っ直ぐ伸びているか、側頭部から後方へと湾曲して生えており、角の根元側半分は7つから9つほどの環状の隆起線を持ち、大体は冠毛に覆われているようである。キルクディクディクは性的二形であり、雌は体躯が大きく角を持たないが、雄はより発達した鼻をと長い冠毛を持ち、体が明るい色をしている傾向にある。身体特徴的に非常に似ているものの、キルクディクディクはより長い鼻骨と切歯骨、そして短い口先を持つことにより、ギュンターディクディクとは区別される。そうした特長のためキルクディクディクの頭部形状はギュンターディクディクよりも楔形に近い輪郭を持つ。

## 進化による適応
キルクディクディクは東アフリカの乾燥した地域での生存に非常に順応している。ギュンターディクディクに最もはっきり見られる特徴である、細かいスリット状の鼻孔を持った毛深い鼻を持つ。この鼻での呼吸をすることで、気流と水分の蒸発によって、再び体内に戻る前に血液が冷やされる。この過程は、吐き出された息の中の水分の喪失を最低限に抑えられるため、効率的でもある。体温の上下変化、低い代謝率、高濃度の尿、そして乾燥した顔表皮などといった水分とエネルギーを保つ手法は、すべて過酷な乾燥気候でのキルクディクディクの生存能力に寄与している。加えて、ホッペ (1977b)、カマウ (1988)、マロイー (1988)らの観察によると、鼻から露を舐めて水分を貯蓄し、顔から水分を再吸収することもある。牛に比べると、キルクディクディクは非常に低密度の汗腺を持つ。
夜行性であり、日中の気温の高い時間帯は水分の喪失を防ぐために日陰で過ごす。キルクディクディクは餌となる植物を食べる際には、水分の摂取量を最大化するために限られた種類のみを食す。キルクディクディクの後ろ足は前足よりも長く、構造的により一様になっている。この理由として、ホプウッド (1936) は、「相対的に短いキルクディクディクの前足が起伏の多い上り坂の地形においてより効率が良く、長い後ろ足がディクディクを前に進めるさせることに役立っている」と、提唱した。

## 生息圏と縄張り

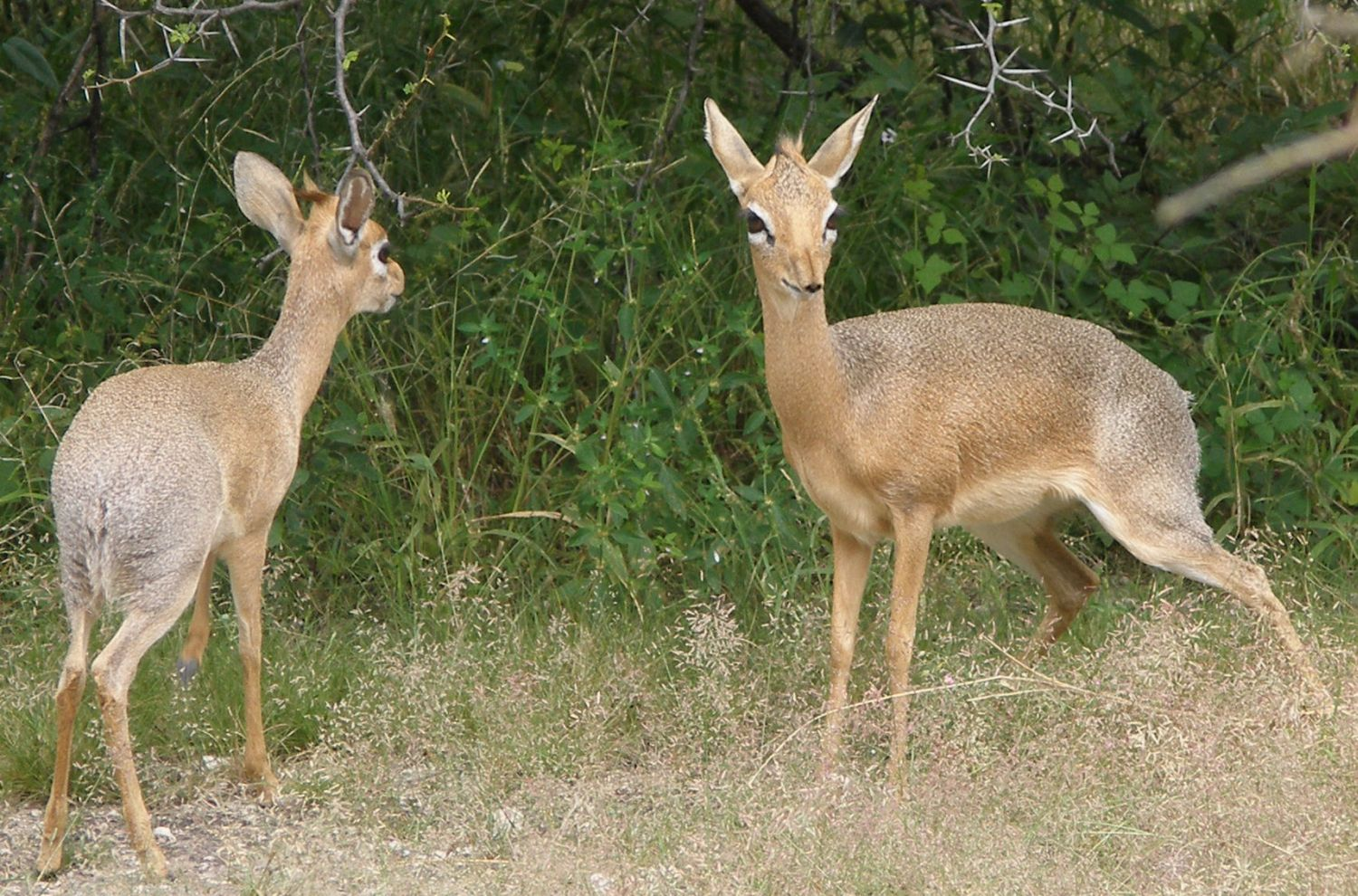
雌、エトーシャ国立公園、ナミビア

キルクディクディクは東アフリカ、および南西アフリカのサバンナ地域特有の動物であり、主にソマリアや南西アフリカの乾燥生物圏に見られるが、南サバンナの生物圏にも侵入している。キルクディクディクの生息分布は不連続的であると言われ、その特徴的な生息需要から、結果として散らばった区画に生息が確認されることが多い。ナミビアではキルクディクディクは砂漠の茂みを水源に沿って移動するためフィッシュ川に沿った地域にのみ生息が確認されるものの、ナミブ砂漠には生息していない。また、キルクディクディクは程よい身を隠せる茂みがあるが、高い樹木の無い地域を好む。理想は、複数の種類の若葉や広い木陰があり、かつ視界の高さ程しかない開けた低木層を持つ生息環境である。(ティンリー、1969)  そうした好みの結果として、ディクディクは草が視界を妨げるほど成長した際には別の地域に移動するのである。 
ティンリー (1969)が記したように、キルクディクディクの典型的な生息地は、発達した低木層とやや少ない短草の茂みに特徴付けられる草木のモザイクから構成される。キルクディクディクはそこにある茂みや資源に応じて、2から86エーカー程の広さの縄張りにつがいで生活している。もし不都合な出来事が起こらなければキルクディクディクのつがいは生涯同じ縄張りに棲み続ける。雌は自身では縄張りを維持することができないため、雄が主に縄張りを守る役割を担っている。マクドナルド (1985)によると、「質の良い棲家をめぐっての縄張り争いは頻繁に起こるわけではないが、もし起こった場合は、遠くから走ってきてぶつかることを繰り返す前に、少し接触する程度で止めるように体当たりをする。さらに、片方の雄が降参すれば闘争は終わり、両方の雄が地面を掻き、排尿、排便する。

## 食性
キルクディクディクは草食であり、彼らの食物は主に葉や果実、新芽、種子類が占める。適応進化のおかげでディクディクは水分について自立しており、水分を得る手段としては植物に依存をしている。キルクディクディクは非常に選り好みが激しく、即座に発酵し消化される双子葉類の植物のみを選り好んで食べる。これには栄養と水分に富んでいるが食物繊維やセルロースが少ない葉や果実も含まれる。 ホフマン (1973) やフーペら (1983)によると、「キルクディクディクが草を食べるのはその草が萌芽しているときだけである。また、彼らは満腹時には体重の8.5~10.0%、空腹時には2.2%ほどの質量と容量になる胃を持っている」。ホフマン (1973) が重ねて説明するように、前述の事実と彼らの高い食物条件の必要性のため、キルクディクディクは日夜を通して定期的に食事をしては反芻をしている。ヘンドリックス (1975) は、「彼らは毎日体重の3.8%を消費している」と言及した。

## 繁殖と生態
他の小型のレイヨウ種と同様に、キルクディクディクも自分の縄張りで一夫一婦制をとる。夫婦間の絆を維持するために行われる慣習儀式の中で排出される糞尿によって、縄張りはマーキングされている。儀式の間、雌は雄に付き添われて排泄し、雄は雌の生殖能力をチェックするために雌の尿を味見する。雄は尿を叩いた後に、自らの糞尿で雌の排泄物にマーキングをする。最後には、近くにある小枝に眼窩下洞腺から出る分泌物質を付着させる。1982年のキングドンの記述によると、「雄が雌に求愛をする際には、頭と首を伸ばし、鼻を前に突き出すようにしながら背後から駆け寄る。交尾は、雄が後ろ足で立ち、雌の背後で自らの体躯に対して前足を鋭角の範囲で振ることで始まる」。交尾は、一般的には場所は問わず、9時間の間で3~5回ほど行われる。 
キルクディクディクの妊娠期間はは5〜6カ月ほどであり、年に2回ほど出産できる。雌は生後6〜8カ月のうちに、雄は8〜9カ月のうちに、性成熟する。ディクディクは一回の出産で、一体の幼獣しか産まない。ほとんどの出産は11月〜12月、または4月〜5月に行われる。これは、雨期と同時期である。加えて、ディクディクの幼獣は他の反芻動物と異なり、前足を前に伸ばした状態ではなく、体に沿わせた状態で生まれてくる。出生後、幼獣は2～3週間の間母親から離れた場所で隠されて育てられる。赤子の生存率はおおよそ50%ほどである。幼獣が一旦ある年齢になると、雌雄間儀式に参加し始めるようになり、次の幼獣が生まれるまで親と過ごすようになる。この時点で、親は年上の子を縄張りから追い出す。そうして、年上の子は自分の縄張りと異性を探すことになる。

## 遺伝子特性
キルクディクディクは一般的には複雑な染色体配列を保有している。 一般的には、2n=46から2n=48の配列を持っているが、2n=49の染色体配列を持ったディクディクが発見されたことも記されている。加えて、ベニルシュケと熊本 (1987)、および熊本ら (1994;1995) が観測したように、X染色体‐常染色体転座を持つ47の染色体を保有する個体も確認されている。キングスウッドと熊本 (1977) は、2つの一般的な細胞型（それぞれ46と48の染色体を持つ）は異なったものであるため、合わせて生じる雑種個体は生殖機能を持たないものとなる、と説明している。「多くの動物園は、異常な染色体番号と説明できない生殖機能の欠落を持つ、異なった細胞型の間に生まれた雑種の避難所になっていることを知られていない」。こうした個体の調査は、例えば、キルクディクディクとギュンターディクディクの間に生まれた雑種は生殖機能を有していない、といったような、雄における精子形成機能の欠落を明らかにした。

## 外敵
キルクディクディクは、ワシ、ネコ、ジャッカル、カラカル、ヒョウ、ハイエナ、チーター、リカオン、ラーテル、ワニ、パイソン、ライオン、そして人間といった無数の外敵に晒されている。幼いキルクディクディクは特にヒヒやジェネット、ワシに捕食される。キルクディクディクは鋭い聴覚、視覚、嗅覚を持っており、危機を察知、もしくは他の動物の警告音を聞いた際には、逃げるのではなくその身を隠す。恐怖を感じたときか動揺したときのみ、キルクディクディクは名前の由来となっている「ズィクズィク」という警告音を上げる。

## 人間との関係と影響
人間は皮や骨を収集するため、キルクディクディクにとって最大の脅威になっている。脚や足から得られる骨は伝統的な装身具に使われ、毛皮はスエードの手袋にもなるため、彼らの捕獲には主に罠が使用される。パーカー (1990)曰く、手袋を片方作るのに一体のキルクディクディクが必要である。ノヴァク (1991)によると、キルクディクディクは猟師がいると、より大きな獲物に警告を出して逃がしてしまうため、原住民に嫌われている。キングドン (1982)が明らかにしたところによると、人間の媒介による伐採や焼畑農業が後発二次的な茂みの成長につながり、そうした環境はディクディクに完璧な食料供給と理想的な避難場所を提供するため、棲み家の破壊もディクディクの利になっていると明らかにした。
IUCNレッドリストには、キルクディクディクは軽度懸念であると記載されている。

## 亜種
普通は4種類のキルクディクディクの亜種が区別されているが、実際には3種かそれよりも多い亜種を提示し得る。
- M. k. kirkii  Günther, 1880
- M. k. cavendishi  Thomas, 1898 – Cavendish's dik-dik
- M. k. damarensis  Günther, 1880 – Damara dik-dik
- M. k. hindei  Thomas, 1898

## 参考画像

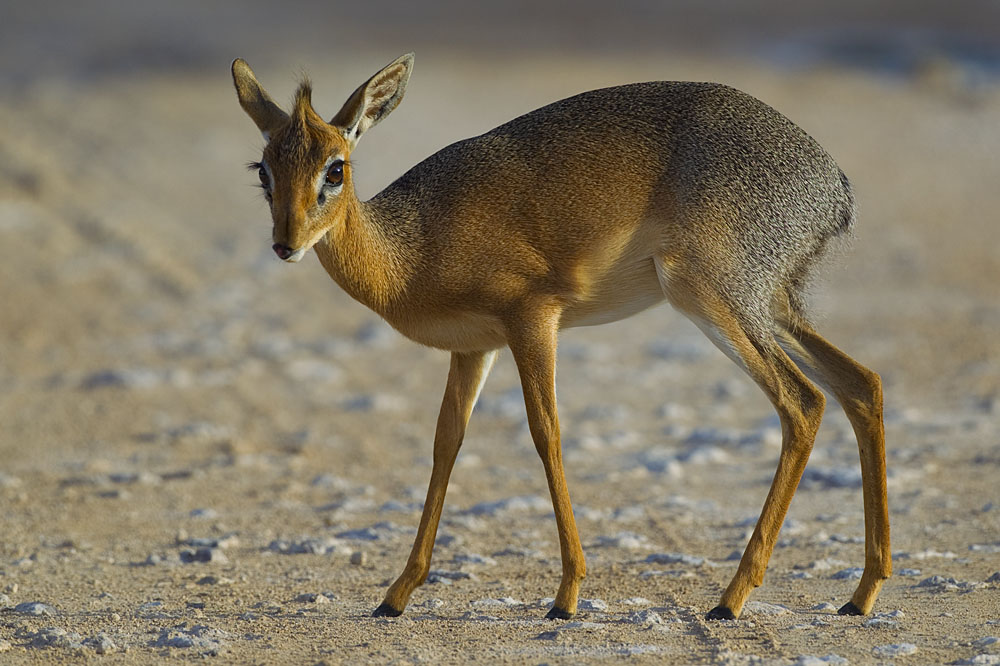
エトーシャ国立公園で撮影された雌(ナミビア)
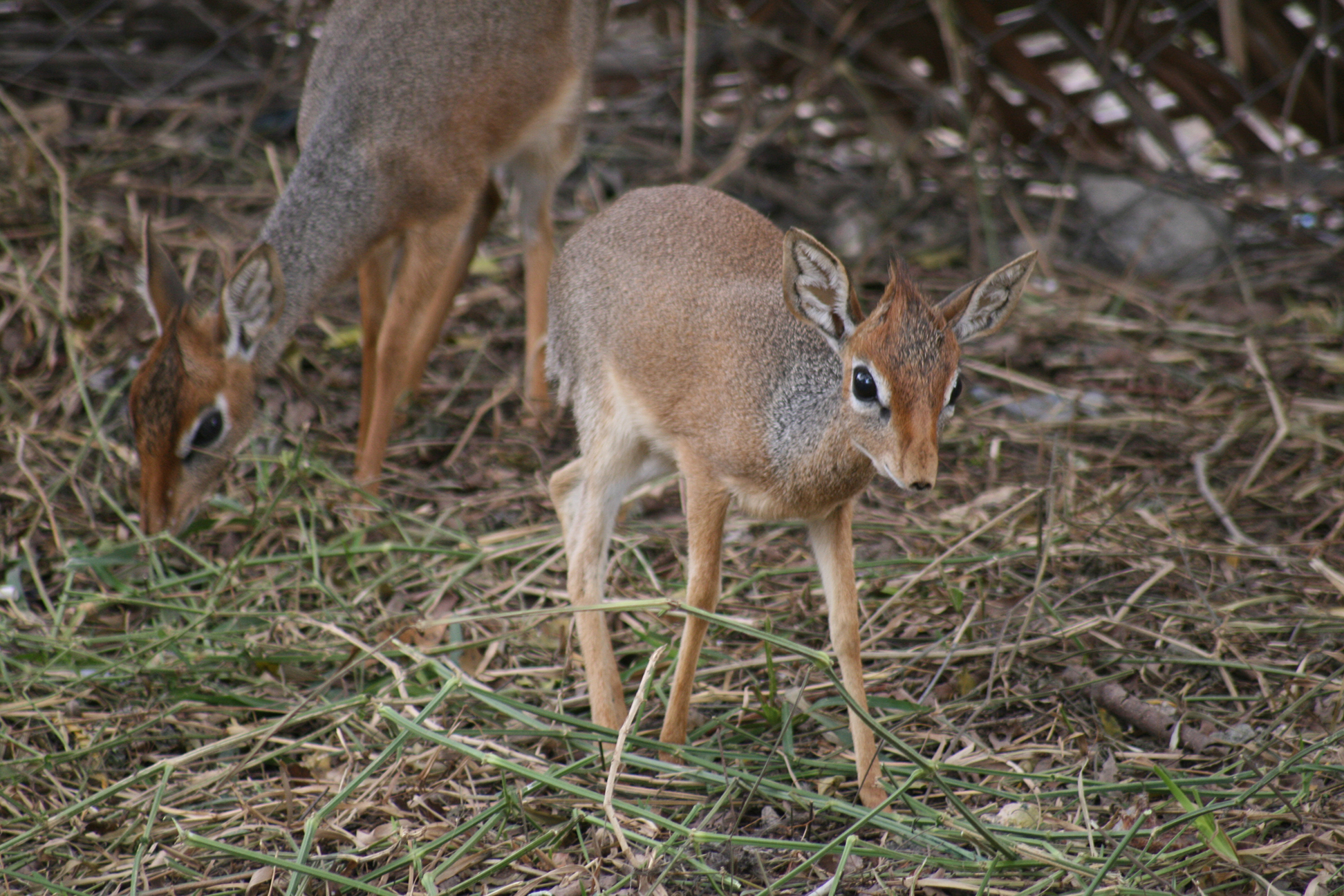
キルクディクディクの子ども
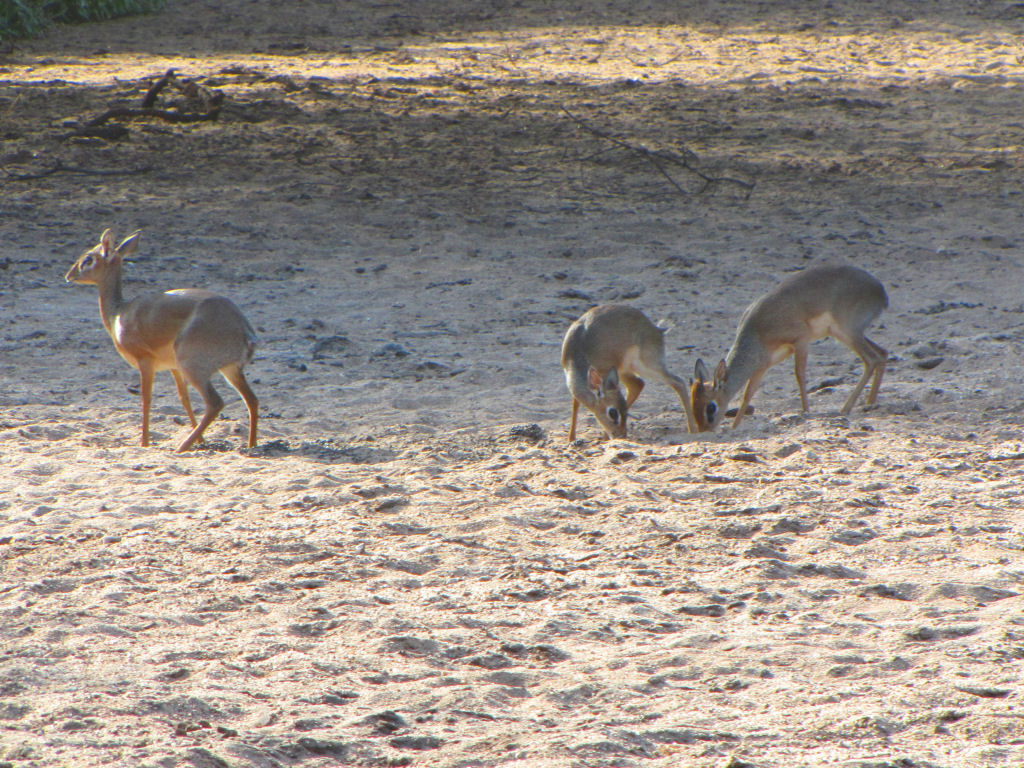
マニャラ湖で撮影された家族(タンザニア)
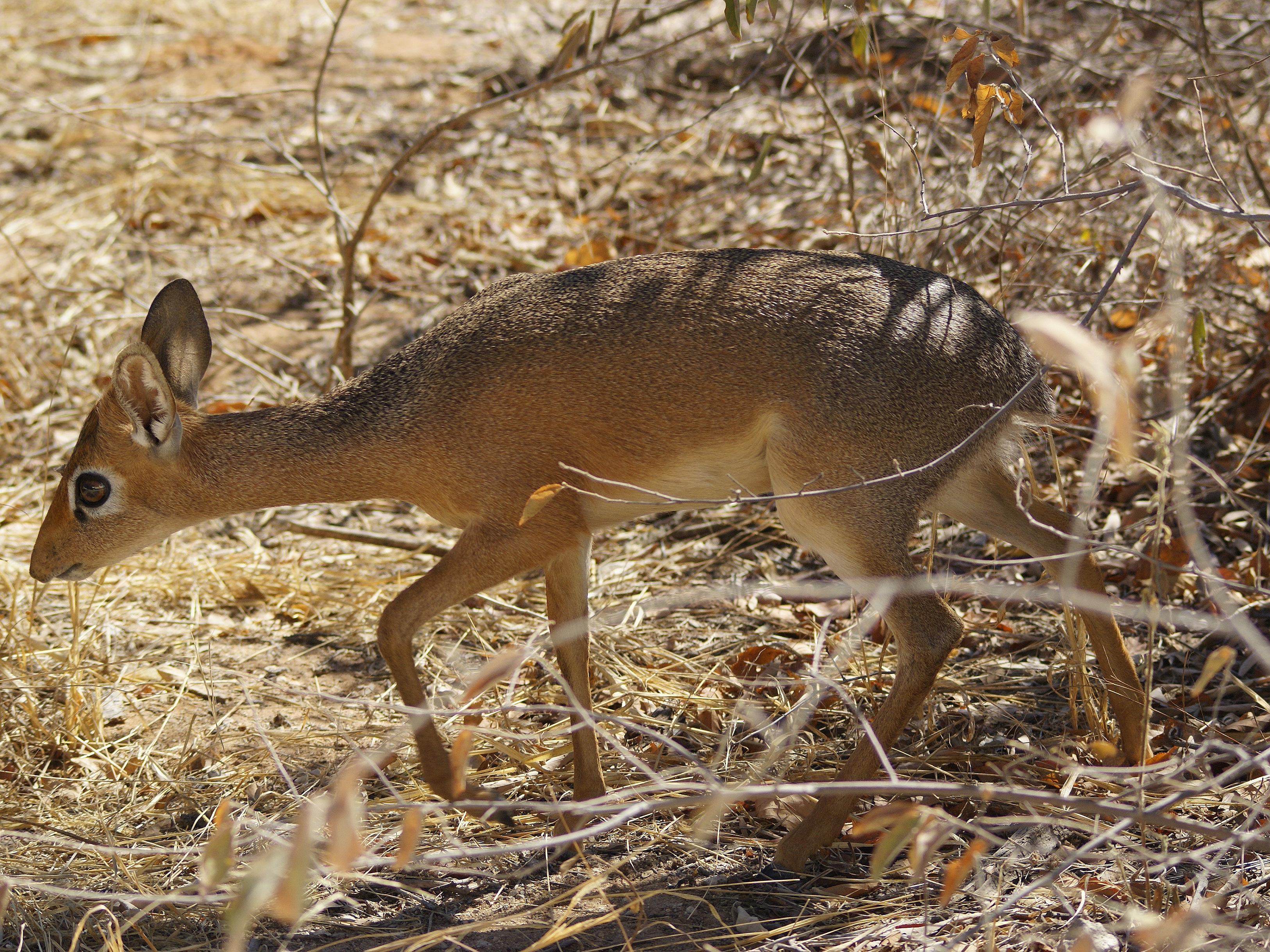
エトーシャ国立公園で撮影された雄(ナミビア)